# Station Miechowice Oławskie
Station Miechowice Oławskie is een spoorwegstation in de Poolse plaats Miechowice Oławskie.